# Presidência do Conselho da União Europeia
A Presidência do Conselho da União Europeia é responsável pelo funcionamento do Conselho da União Europeia, que é o colegislador da legislatura da UE, juntamente com o Parlamento Europeu. Ele gira entre os Estados-membros da UE a cada seis meses. A presidência não é um indivíduo, mas sim o cargo é ocupado por um governo nacional. Às vezes é incorretamente referido como o "presidente da União Europeia". A função da presidência consiste em presidir às reuniões do Conselho, determinar as suas agendas, definir um programa de trabalho e facilitar o diálogo tanto nas reuniões do Conselho como com outras instituições da UE. A presidência é atualmente, desde janeiro de 2025, detido pela Polónia. Três presidências sucessivas são conhecidas como trios de presidências. O trio atual é formado pela Polónia, Dinamarca e Chipre. A presidência alemã de 2020 iniciou o segundo ciclo de presidências, após a introdução do sistema em 2007.

## História
Quando o Conselho foi criado, seu trabalho era mínimo e a presidência era alternada entre cada um dos então seis membros a cada seis meses. No entanto, à medida que a carga de trabalho do Conselho crescia e o número de membros aumentava, a falta de coordenação entre cada presidência sucessiva de seis meses prejudicou o desenvolvimento de prioridades de longo prazo para a UE. A fim de corrigir a falta de coordenação, foi apresentada a ideia de trios de presidências, onde grupos de três presidências sucessivas cooperavam num programa político comum. Isto foi implementado em 2007 e formalmente estabelecido nos Tratados da UE em 2009 pelo Tratado de Lisboa. Até 2009, a Presidência assumiu a responsabilidade política em todas as áreas da integração europeia e desempenhou um papel vital na intermediação de decisões políticas de alto nível. O Tratado de Lisboa reduziu significativamente a importância da Presidência ao separar oficialmente o Conselho Europeu do Conselho da União Europeia. Simultaneamente, separou o configuração do Conselho dos Negócios Estrangeiros do configuração dos Assuntos Gerais e criou o cargo de Alto Representante da União para os Negócios Estrangeiros e a Política de Segurança. Após o votação do Reino Unido para deixar a União Europeia em 2016 e a sua subsequente renúncia à sua presidência programada no Conselho da União Europeia, que deveria ocorrer de julho a dezembro de 2017, a rotação das presidências foi antecipado seis meses. Em vez disso, a Estônia estava programada para assumir o mandato de seis meses do Reino Unido. A presidência é atualmente (a partir de janeiro de 2025) ocupada pela Polónia.

## Funcionamento
O Conselho reúne-se em diversas formações cuja composição depende do tema discutido. Por exemplo, o Conselho da Agricultura é composto pelos ministros nacionais responsáveis pela Agricultura.
A principal responsabilidade da Presidência é organizar e presidir a todas as reuniões do conselho, com exceção do Conselho dos Negócios Estrangeiros, que é presidido pelo Alto Representante. Assim, por exemplo, o Ministro da Agricultura do Estado que detém a presidência preside o conselho de Agricultura. Este papel inclui a elaboração de compromissos capazes de resolver dificuldades.
O artigo 16.º, n.º 9, do Tratado da União Europeia dispõe:

A Presidência das configurações do Conselho, exceto a dos Negócios Estrangeiros, será exercida pelos representantes dos Estados-Membros no Conselho, numa base de rotação igualitária, de acordo com as condições estabelecidas de acordo com Artigo 236 do Tratado sobre o Funcionamento da União Europeia
Um grupo de três presidências sucessivas cooperam em uma "presidência tripla compartilhada" e trabalham juntas durante um período de 18 meses para cumprir uma agenda comum do atual presidente, simplesmente continuando o trabalho do "presidente principal" anterior após o final de seu mandato. Isto garante mais consistência em comparação com uma presidência única habitual de seis meses e cada três inclui um novo Estado-membro. Isto permite que os novos Estados-Membros assumam a presidência mais cedo e ajuda os antigos Estados-Membros a transmitirem a sua experiência aos novos membros.
O papel da Presidência rotativa do Conselho inclui:
- Definição da agenda dos poderes: no seu programa de 6 meses, decide a ordem de discussão das propostas, depois de estas terem sido apresentadas pela Comissão no seu monopólio da agenda poderes;

- Intermediação de compromissos interinstitucionais: reuniões formais do trílogo entre a Comissão, o Parlamento e o Conselho são realizadas para chegar a um consenso precoce no processo legislativo co-decisão; a Presidência participa no Comité de Conciliação entre o Parlamento e o Conselho na terceira fase do processo legislativo de co-decisão;

- Coordenar políticas nacionais e intermediar compromissos entre os Estados-membros do conselho ("sistema confessional");

- Gestão e administração do conselho, representação externa e interna.

Exercer a Presidência rotativa do Conselho inclui vantagens e desvantagens para os Estados-Membros; As oportunidades incluem:
1. Os Estados-membros têm a possibilidade de mostrar as suas capacidades de negociação, como “corretores honestos”, ganhando assim influência e prestígio;
2. Os Estados-membros obtêm acesso privilegiado à informação: no final do seu mandato, conhecem as preferências dos Estados-membros melhor do que ninguém;
3. O programa do Conselho pode permitir aos Estados-Membros concentrar a discussão do Conselho em questões de interesse nacional/regional específico (por exemplo, a Finlândia e a iniciativa Dimensão Setentrional).

Os encargos incluem:
1. Falta de capacidades administrativas e de experiência, especialmente para os pequenos e novos Estados-Membros; o conceito de trio/troika foi introduzido para permitir aos Estados-membros partilhar experiências e garantir a coerência numa base de 18 meses;
2. Gastos em tempo e dinheiro, necessários para sustentar a máquina administrativa;
3. Não ser capaz de defender os seus próprios interesses, uma vez que o papel da Presidência do Conselho é visto como uma instância imparcial; os Estados-Membros que tentam impulsionar iniciativas do seu próprio interesse nacional provavelmente irão vê-las fracassar a médio prazo (por exemplo, a Presidência Francesa de 2008 e o projecto União para o Mediterrâneo), uma vez que precisam de consenso e não têm tempo suficiente para alcançá-lo. Este elemento é particularmente substancial: ocupar a presidência pode ser, no geral, uma desvantagem para os Estados-Membros.

## Lista de rotações
| Ano     | Semestre | Tri.               | Estado-membro                       | Ministro Responsável                                 | Site oficial                             |
| ------- | -------- | ------------------ | ----------------------------------- | ---------------------------------------------------- | ---------------------------------------- |
| 1958    | Jan-Jun  |                    | Bélgica                             | Victor Larock                                        |                                          |
| 1958    | Jul-Dez  | Alemanha Ocidental | Siegfried Balke                     |                                                      |                                          |
| 1959    | Jan-Jun  | França             | Maurice Couve de Murville           |                                                      |                                          |
| 1959    | Jul-Dez  | Itália             | Giuseppe Pella                      |                                                      |                                          |
| 1960    | Jan-Jun  | Luxemburgo         | Eugène Schaus                       |                                                      |                                          |
| 1960    | Jul-Dez  | Países Baixos      | Joseph Luns                         |                                                      |                                          |
| 1961    | Jan-Jun  | Bélgica            | Paul-Henri Spaak                    |                                                      |                                          |
| 1961    | Jul-Dez  | Alemanha Ocidental | Gerhard Schröder                    |                                                      |                                          |
| 1962    | Jan-Jun  | França             | Maurice Couve de Murville           |                                                      |                                          |
| 1962    | Jul-Dez  | Itália             | Emilio Colombo                      |                                                      |                                          |
| 1963    | Jan-Jun  | Luxemburgo         | Eugène Schaus                       |                                                      |                                          |
| 1963    | Jul-Dez  | Países Baixos      | Joseph Luns                         |                                                      |                                          |
| 1964    | Jan-Jun  | Bélgica            | Hendrik Fayat                       |                                                      |                                          |
| 1964    | Jul-Dez  | Alemanha Ocidental | Gerhard Schröder                    |                                                      |                                          |
| 1965    | Jan-Jun  | França             | Maurice Couve de Murville           |                                                      |                                          |
| 1965    | Jul-Dez  | Itália             | Amintore Fanfani                    |                                                      |                                          |
| 1966    | Jan-Jun  | Luxemburgo         | Pierre Werner                       |                                                      |                                          |
| 1966    | Jul-Dez  | Países Baixos      | Barend Biesheuvel                   |                                                      |                                          |
| 1967    | Jan-Jun  | Bélgica            | Renaat Van Elslande                 |                                                      |                                          |
| 1967    | Jul-Dez  | Alemanha Ocidental | Willy Brandt                        |                                                      |                                          |
| 1968    | Jan-Jun  | França             | Maurice Couve de Murville           |                                                      |                                          |
| 1968    | Jul-Dez  | Itália             | Giuseppe Medici                     |                                                      |                                          |
| 1969    | Jan-Jun  | Luxemburgo         | Pierre Grégoire                     |                                                      |                                          |
| 1969    | Jul-Dez  | Países Baixos      | Joseph Luns                         |                                                      |                                          |
| 1970    | Jan-Jun  | Bélgica            | Pierre Harmel                       |                                                      |                                          |
| 1970    | Jul-Dez  | Alemanha Ocidental | Walter Scheel                       |                                                      |                                          |
| 1971    | Jan-Jun  | França             | Maurice Schumann                    |                                                      |                                          |
| 1971    | Jul-Dez  | Itália             | Aldo Moro                           |                                                      |                                          |
| 1972    | Jan-Jun  | Luxemburgo         | Gaston Thorn                        |                                                      |                                          |
| 1972    | Jul-Dez  | Países Baixos      | Norbert Schmelzer                   |                                                      |                                          |
| 1973    | Jan-Jun  | Bélgica            | Pierre Harmel                       |                                                      |                                          |
| 1973    | Jul-Dez  | Dinamarca          | Ivar Nørgaard                       |                                                      |                                          |
| 1974    | Jan-Jun  | Alemanha Ocidental | Walter Scheel                       |                                                      |                                          |
| 1974    | Jul-Dez  | França             | Jean Sauvagnargues                  |                                                      |                                          |
| 1975    | Jan-Jun  | Irlanda            | Garret FitzGerald                   |                                                      |                                          |
| 1975    | Jul-Dez  | Itália             | Mariano Rumor                       |                                                      |                                          |
| 1976    | Jan-Jun  | Luxemburgo         | Gaston Thorn                        |                                                      |                                          |
| 1976    | Jul-Dez  | Países Baixos      | Max van der Stoel                   |                                                      |                                          |
| 1977    | Jan-Jun  | Reino Unido        | Anthony Crosland, depois David Owen |                                                      |                                          |
| 1977    | Jul-Dez  | Bélgica            | Henri Simonet                       |                                                      |                                          |
| 1978    | Jan-Jun  | Dinamarca          | Knud Børge Andersen                 |                                                      |                                          |
| 1978    | Jul-Dez  | Alemanha Ocidental | Hans-Dietrich Genscher              |                                                      |                                          |
| 1979    | Jan-Jun  | França             | Jean François-Poncet                |                                                      |                                          |
| 1979    | Jul-Dez  | Irlanda            | Michael O'Kennedy                   |                                                      |                                          |
| 1980    | Jan-Jun  | Itália             | Attilio Ruffini                     |                                                      |                                          |
| 1980    | Jul-Dez  | Luxemburgo         | Colette Flesch                      |                                                      |                                          |
| 1981    | Jan-Jun  | Países Baixos      | Chris van der Klaauw                |                                                      |                                          |
| 1981    | Jul-Dez  | Reino Unido        | Peter Carrington                    |                                                      |                                          |
| 1982    | Jan-Jun  | Bélgica            | Leo Tindemans                       |                                                      |                                          |
| 1982    | Jul-Dez  | Dinamarca          | Uffe Ellemann-Jensen                |                                                      |                                          |
| 1983    | Jan-Jun  | Alemanha Ocidental | Hans-Dietrich Genscher              |                                                      |                                          |
| 1983    | Jul-Dez  | Grécia             | Grigoris Varfis                     |                                                      |                                          |
| 1984    | Jan-Jun  | França             | Roland Dumas                        |                                                      |                                          |
| 1984    | Jul-Dez  | Irlanda            | Peter Barry                         |                                                      |                                          |
| 1985    | Jan-Jun  | Itália             | Giulio Andreotti                    |                                                      |                                          |
| 1985    | Jul-Dez  | Luxemburgo         | Jacques Poos                        |                                                      |                                          |
| 1986    | Jan-Jun  | Países Baixos      | Hans van den Broek                  |                                                      |                                          |
| 1986    | Jul-Dez  | Reino Unido        | Geoffrey Howe                       |                                                      |                                          |
| 1987    | Jan-Jun  | Bélgica            | Leo Tindemans                       |                                                      |                                          |
| 1987    | Jul-Dez  | Dinamarca          | Uffe Ellemann-Jensen                |                                                      |                                          |
| 1988    | Jan-Jun  | Alemanha Ocidental | Hans-Dietrich Genscher              |                                                      |                                          |
| 1988    | Jul-Dez  | Grécia             | Theodoros Pangalos                  |                                                      |                                          |
| 1989    | Jan-Jun  | Espanha            | Francisco Fernández Ordóñez         |                                                      |                                          |
| 1989    | Jul-Dez  | França             | Roland Dumas                        |                                                      |                                          |
| 1990    | Jan-Jun  | Irlanda            | Gerard Collins                      |                                                      |                                          |
| 1990    | Jul-Dez  | Itália             | Gianni De Michelis                  |                                                      |                                          |
| 1991    | Jan-Jun  | Luxemburgo         | Jacques Poos                        |                                                      |                                          |
| 1991    | Jul-Dez  | Países Baixos      | Hans van den Broek                  |                                                      |                                          |
| 1992    | Jan-Jun  | Portugal           | João de Deus Pinheiro               |                                                      |                                          |
| 1992    | Jul-Dez  | Reino Unido        | Douglas Hurd                        |                                                      |                                          |
| 1993    | Jan-Jun  | Dinamarca          | Poul Nyrup Rasmussen                |                                                      |                                          |
| 1993    | Jul-Dez  | Bélgica            | Willy Claes                         |                                                      |                                          |
| 1994    | Jan-Jun  | Grécia             | Karolos Papoulias                   |                                                      |                                          |
| 1994    | Jul-Dez  | Alemanha           | Klaus Kinkel                        |                                                      |                                          |
| 1995    | Jan-Jun  | França             | Alain Juppé                         |                                                      |                                          |
| 1995    | Jul-Dez  | Espanha            | Javier Solana                       |                                                      |                                          |
| 1996    | Jan-Jun  | Itália             | Lamberto Dini                       |                                                      |                                          |
| 1996    | Jul-Dez  | Irlanda            | Dick Spring                         |                                                      |                                          |
| 1997    | Jan-Jun  | Países Baixos      | Hans van Mierlo                     |                                                      |                                          |
| 1997    | Jul-Dez  | Luxemburgo         | Jacques Poos                        |                                                      |                                          |
| 1998    | Jan-Jun  | Reino Unido        | Robin Cook                          | presid.fco.gov.uk (arquivado)                        |                                          |
| 1998    | Jul-Dez  | Áustria            | Wolfgang Schüssel                   | presidency.gv.at (arquivado)                         |                                          |
| 1999    | Jan-Jun  | Alemanha           | Joschka Fischer                     |                                                      |                                          |
| 1999    | Jul-Dez  | Finlândia          | Tarja Halonen                       | presidency.finland.fi (arquivado)                    |                                          |
| 2000    | Jan-Jun  | Portugal           | Jaime Gama                          | portugal.ue-2000.pt (arquivado)                      |                                          |
| 2000    | Jul-Dez  | França             | Hubert Védrine                      |                                                      |                                          |
| 2001    | Jan-Jun  | Suécia             | Anna Lindh                          | eu2001.se (arquivado)                                |                                          |
| 2001    | Jul-Dez  | Bélgica            | Louis Michel                        | eu2001.be (arquivado)                                |                                          |
| 2002    | Jan-Jun  | Espanha            | Josep Piqué i Camps                 | ue2002.es (arquivado)                                |                                          |
| 2002    | Jul-Dez  | Dinamarca          | Per Stig Møller                     | eu2002.dk (arquivado)                                |                                          |
| 2003    | Jan-Jun  | Grécia             | George Papandreou                   | eu2003.gr (arquivado)                                |                                          |
| 2003    | Jul-Dez  | Itália             | Franco Frattini                     | eu2003.it (arquivado)                                |                                          |
| 2004    | Jan-Jun  | Irlanda            | Bertie Ahern                        | eu2004.ie (arquivado)                                |                                          |
| 2004    | Jul-Dez  | Países Baixos      | Bernard Bot                         | eu2004.nl (arquivado)                                |                                          |
| 2005    | Jan-Jun  | Luxemburgo         | Jean Asselborn                      | eu2005.lu                                            |                                          |
| 2005    | Jul-Dez  | Reino Unido        | Jack Straw Douglas Alexander        | eu2005.gov.uk (arquivado)                            |                                          |
| 2006    | Jan-Jun  | Áustria            | Ursula Plassnik                     | eu2006.at                                            |                                          |
| 2006    | Jul-Dez  | Finlândia          | Matti Vanhanen                      | eu2006.fi (arquivado)                                |                                          |
| 2007    | Jan-Jun  | T1                 | Alemanha                            | Frank-Walter Steinmeier                              | eu2007.de                                |
| 2007    | Jul-Dez  | T1                 | Portugal                            | Luís Amado                                           | eu2007.pt (arquivado)                    |
| 2008    | Jan-Jun  | T1                 | Eslovênia                           | Dimitrij Rupel                                       | eu2008.si[ligação inativa]               |
| 2008    | Jul-Dez  | T2                 | França                              | Bernard Kouchner                                     | ue2008.fr (arquivado)                    |
| 2009    | Jan-Jun  | T2                 | Chéquia                             | Jan Kohout Karel Schwarzenberg (até 8 de maio)       | eu2009.cz                                |
| 2009    | Jul-Dez  | T2                 | Suécia                              | Cecilia Malmström                                    | se2009.eu (arquivado)                    |
| 2010    | Jan-Jun  | T3                 | Espanha                             | Miguel Ángel Moratinos                               | eutrio.es (arquivado)                    |
| 2010    | Jul-Dez  | T3                 | Bélgica                             | Steven Vanackere                                     | eutrio.be                                |
| 2011    | Jan-Jun  | T3                 | Hungria                             | János Martonyi                                       | eutrio.hu (arquivado)                    |
| 2011    | Jul-Dez  | T4                 | Polónia                             | Donald Tusk                                          | pl2011.eu                                |
| 2012    | Jan-Jun  | T4                 | Dinamarca                           | Helle Thorning-Schmidt                               | eu2012.dk                                |
| 2012    | Jul-Dez  | T4                 | Chipre                              | Demetris Christofias*                                | cy2012.eu                                |
| 2013    | Jan-Jun  | T5                 | Irlanda                             | Enda Kenny                                           | eu2013.ie                                |
| 2013    | Jul-Dez  | T5                 | Lituânia                            | Algirdas Butkevičius                                 | eu2013.lt                                |
| 2014    | Jan-Jun  | T5                 | Grécia                              | Antonis Samaras                                      | gr2014.eu (arquivado)                    |
| 2014    | Jul-Dez  | T6                 | Itália                              | Matteo Renzi                                         | italia2014.eu                            |
| 2015    | Jan-Jun  | T6                 | Letônia                             | Laimdota Straujuma                                   | eu2015.lv                                |
| 2015    | Jul-Dez  | T6                 | Luxemburgo                          | Xavier Bettel                                        | eu2015lu.eu                              |
| 2016    | Jan-Jun  | T7                 | Países Baixos                       | Mark Rutte                                           | eu2016.nl (arquivado)                    |
| 2016    | Jul-Dez  | T7                 | Eslováquia                          | Robert Fico                                          | eu2016.sk                                |
| 2017    | Jan-Jun  | T7                 | Malta                               | Joseph Muscat                                        | eu2017.mt                                |
| 2017    | Jul-Dez  | T8                 | Estónia                             | Jüri Ratas                                           | eu2017.ee                                |
| 2018    | Jan-Jun  | T8                 | Bulgária                            | Boyko Borisov                                        | eu2018bg.bg                              |
| 2018    | Jul-Dez  | T8                 | Áustria                             | Sebastian Kurz                                       | eu2018.at                                |
| 2019    | Jan-Jun  | T9                 | Roménia                             | Viorica Dăncilă                                      | romania2019.eu                           |
| 2019    | Jul-Dez  | T9                 | Finlândia                           | Antti Rinne Sanna Marin (a partir de 10 de dezembro) | eu2019.fi                                |
| 2020    | Jan-Jun  | T9                 | Croácia                             | Andrej Plenković                                     | eu2020.hr                                |
| 2020    | Jul-Dez  | T10                | Alemanha                            | Angela Merkel                                        | eu2020.de                                |
| 2021    | Jan-Jun  | T10                | Portugal                            | António Costa                                        | 2021portugal.eu/                         |
| 2021    | Jul-Dez  | T10                | Eslovênia                           | Janez Janša                                          | si.2021.eu                               |
| 2022    | Jan-Jun  | T11                | França                              | Emmanuel Macron                                      | europe2022.fr                            |
| 2022    | Jul-Dez  | T11                | Chéquia                             | Petr Fiala                                           | eu2022.cz                                |
| 2023    | Jan-Jun  | T11                | Suécia                              | Ulf Kristersson                                      | sweden2023.eu                            |
| 2023    | Jul-Dez  | T12                | Espanha                             | Pedro Sánchez                                        | eu2023.es                                |
| 2024    | Jan-Jun  | T12                | Bélgica                             | Alexander De Croo                                    | belgium24.eu                             |
| 2024    | Jul-Dez  | T12                | Hungria                             | Viktor Orbán                                         | hungarian-presidency.consilium.europa.eu |
| 2025    |          |                    |                                     |                                                      |                                          |
| Jan-Jun | T13      | Polónia            | Donald Tusk                         | poland25.eu                                          |                                          |
| Jul-Dez | T13      | Dinamarca          | A ser determinado                   | A ser determinado                                    |                                          |
| 2026    | T13      | Jan-Jun            | Chipre                              | A ser determinado                                    | A ser determinado                        |
| 2026    | Jul-Dez  | T14                | Irlanda                             | A ser determinado                                    | A ser determinado                        |
| 2027    | Jan-Jun  | T14                | Lituânia                            | A ser determinado                                    | A ser determinado                        |
| 2027    | Jul-Dez  | T14                | Grécia                              | A ser determinado                                    | A ser determinado                        |
| 2028    | Jan-Jun  | T15                | Itália                              | A ser determinado                                    | A ser determinado                        |
| 2028    | Jul-Dez  | T15                | Letônia                             | A ser determinado                                    | A ser determinado                        |
| 2029    | Jan-Jun  | T15                | Luxemburgo                          | A ser determinado                                    | A ser determinado                        |
| 2029    | Jul-Dez  | T16                | Países Baixos                       | A ser determinado                                    | A ser determinado                        |
| 2030    | Jan-Jun  | T16                | Eslováquia                          | A ser determinado                                    | A ser determinado                        |
| 2030    | Jul-Dez  | T16                | Malta                               | A ser determinado                                    | A ser determinado                        |

Legenda: N/A significa "não atribuído"